# Уакіт (селище)
Уакіт (рос. Уакит) — селище Баунтовського евенкійського району, Бурятії Росії. Входить до складу Сільського поселення Уакітське.
Населення — 415 осіб (2015 рік).